# Холоїв (ґміна)
Ґміна Холоїв (пол. Gmina Chołojów) — колишня (1934—1939) сільська ґміна Радехівського повіту Тернопільського воєводства Польської Республіки (1918—1939). Центром ґміни було село Холоїв.

1 серпня 1934 р. було створено ґміну Холоїв у Радехівському повіті. До неї увійшли сільські громади: Холоїв, Дмитрів, Мирів, Нестаничі та Павлів .
У 1934 р. територія ґміни становила 140,81 км². Населення ґміни станом на 1931 рік становило 10 282 особи. Налічувалось 1 878 житлових будинків.
В 1940 р. ґміна ліквідована у зв’язку з утворенням Радехівського району.